# Campeonato de Europa de Rally Históricos
El Campeonato Europeo de Rally Históricos, oficialmente FIA European Historic Sporting Rally Championship es una competición de rally históricos que se celebra anualmente en el continente europeo y organizado por la FIA. Destinada únicamente a vehículos históricos, desde 2013 el certamen se divide en cuatro categorías. De 2007 a 2012 se dividía en tres categorías y de 2003 a 2006 en dos categorías.

## Pruebas
- Rally de España Histórico
- Sanremo Rally Storico
- Historic Vltava Rallye
- International Rally of the Lakes
- Mecsek Rallye - Historic
- Ypres Historic Rally
- Rally di San Marino Historic
- Rally Estonia Historic
- Lahti Historic Rally
- Rally Alpi Orientali Historic
- Rally Elba Storico
- Rally Costa Brava
- Historic Acropolis Rally
- Rally de Asturias Histórico[1]
- Lausitz Rallye - Historic
- Rally Bohemia Historic
- Rallye Historique du Var
- Rally del Corallo
- Historic Cyprus Rally
- Trofeo Florio Historic Rally - Città di Cefalu
- Abu Dhabi Classic Rally
- Ostarrichi Rallye - Historic
- Saarland Rallye Classic
- BP Ultimate Rallye
- Circuito di Cremona Historic
- Trofeo Baleares
- Historic Arctic Lapland Rally
- Rally 500 Minuti Storico
- Horácká historic rally
- Rallysprint Sosnová
- 1000 Lakes Historic Rally
- Bavaria Trophy
- RAC Historic Rally
- Viking Rally
- Tulip Historic Rallye
- Belgian Historic Rally
- Classic Cup
- Coppa D´Italia
- Rallye des Vins Mâcon
- Manx Historic Rally

## Palmarés
| Año  | Piloto                    | Copiloto             | Cat. | Notas |
| ---- | ------------------------- | -------------------- | ---- | ----- |
| 1989 | Bandera de ?              | Bandera de ?         |      |       |
| 1990 | Bandera de ?              | Bandera de ?         |      |       |
| 1991 | Bandera de ?              | Bandera de ?         |      |       |
| 1992 | Bandera de ?              | Bandera de ?         |      |       |
| 1993 | Bandera de ?              | Bandera de ?         |      |       |
| 1994 | Åke Andersson             | Bandera de ?         |      |       |
| 1995 | Jan Trajbold st.          | Bandera de ?         |      |       |
| 1996 | Jindřich Indra            | Bandera de ?         |      |       |
| 1997 | Jan Trajbold st.          | Bandera de ?         |      |       |
| 1998 | Bandera de ?              | Bandera de ?         |      |       |
| 1999 | Jan Trajbold st.          | Bandera de ?         |      |       |
| 2000 | Jan Trajbold st.          | Bandera de ?         |      |       |
| 2001 | Bandera de ?              | Bandera de ?         |      |       |
| 2003 | Antonio Parisi            | Bandera de ?         | G    |       |
| 2003 | Georg Alber               | Bandera de ?         | F    |       |
| 2004 | Henning Volle             | Bandera de ?         | 1    |       |
| 2004 | Ladislav Veselý           | Bandera de ?         | 2    |       |
| 2005 | Wolfgang Pfeiffer         | Bandera de ?         | 1    |       |
| 2005 | Ernie Graham              | Bandera de ?         | 2    |       |
| 2006 | Pierre Dominique Dantoine | Bandera de ?         | 1    |       |
| 2006 | Michael Stoschek          | Bandera de ?         | 2    |       |
| 2007 | Andrea Polli              | Bandera de ?         | 1    |       |
| 2007 | Antonio Parisi            | Bandera de ?         | 2    |       |
| 2007 | Roberto Bigoni            | Bandera de ?         | 3    |       |
| 2008 | Antonio Parisi            | Bandera de ?         | 1    |       |
| 2008 | Valter Christian Jensen   | Bandera de ?         | 2    |       |
| 2008 | Graziano Muccioli         | Bandera de ?         | 3    |       |
| 2009 | Antonio Parisi            | Giuseppe D'Angelo    | 1    | [ 2 ] |
| 2009 | Valter Christian Jensen   | Erik Pedersen        | 2    | [ 2 ] |
| 2009 | Enrico Brazzoli           | Paola Valmassoi      | 3    | [ 2 ] |
| 2010 | Wolfgang Pfeiffer         | Ulli Windt           | 1    | [ 3 ] |
| 2010 | Valter Chr. Jensen        | Erik Pedersen        | 2    | [ 3 ] |
| 2010 | Pierangelo Rossi          | Luca Beltrame        | 3    | [ 3 ] |
| 2011 | Alar Hermanson            | Roberto Brea         | 1    | [ 4 ] |
| 2011 | Miroslav Janota           | Pavel Dresler        | 2    | [ 4 ] |
| 2011 | Enrico Brazzoli           | Ross Forde           | 3    | [ 4 ] |
| 2012 | Antonio Parisi            | Giuseppe D'angelo    | 1    |       |
| 2012 | Mats Myrsell              | Esko Junttila        | 2    |       |
| 2012 | Ernst Harrach             | Leopold Welsersheimb | 3    |       |
| 2013 | Luigi Zampaglione         | Karl-Erik Magnusson  | 1    | [ 5 ] |
| 2013 | Mats Myrsell              | Esko Junttila        | 2    | [ 5 ] |
| 2013 | Karl Wagner               | Gerda Zauner         | 3    | [ 5 ] |
| 2013 | Massimo «Pedro» Pedretti  | Erik Pedersen        | 4    | [ 5 ] |
| 2014 | Luigi Zampaglioni         | Bandera de ?         | 1    |       |
| 2014 | Lucio Da Zanche           | Bandera de ?         | 2    |       |
| 2014 | Karl Wagner               | Bandera de ?         | 3    |       |
| 2014 | Luigi «Lucky» Battistolli | Bandera de ?         | 4    |       |
| 2015 | Sverre Norrgård           | Bandera de ?         | 1    |       |
| 2015 | Mats Myrsell              | Bandera de ?         | 2    |       |
| 2015 | Carlo Marenzana           | Bandera de ?         | 3    |       |
| 2015 | Massimo «Pedro» Pedretti  | Bandera de ?         | 4    |       |
| 2016 | Antonio Parisi            | Bandera de ?         | 1    |       |
| 2016 | Valter Christian Jensen   | Bandera de ?         | 2    |       |
| 2016 | Esa Peltonen              | Bandera de ?         | 3    |       |
| 2016 | Massimo «Pedro» Pedretti  | Bandera de ?         | 4    |       |
| 2017 | Antonio Parisi            | Bandera de ?         | 1    |       |
| 2017 | Érik Comas                | Bandera de ?         | 2    |       |
| 2017 | Maurizio Pagella          | Bandera de ?         | 3    |       |
| 2017 | Luigi «Lucky» Battistolli | Bandera de ?         | 4    |       |